# The Bloodline
The Bloodline is een worstelgroep in het professioneel worstelen dat sinds 2021 actief is in de WWE. De leider van de groep is Solo Sikoa en de leden bestaan uit The Rock, de  Guerrillas of Destiny (Tama Tonga en Tanga Loa). De manager van de groep was de  welbekende Paul Heyman.
The Usos (Jimmy en Jey) maakte ook deel uit van groep. Jey Uso was tot juni 2023 actief in de groep, maar keerde tegen Reigns en werd vervolgens naar Raw verwezen. En afgelopen april 2024 is Jimmy Uso er uitgegooid. Sami Zayn maakte ook deel uit van de groep, maar werd gezien als de "Honorary Member" (letterlijk vertaald: erelid) van mei 2022 tot januari 2023. . Tijdens de uitzending van smackdown op 28 juni 2024 weigerde Heyman Solo Sikoa te erkennen als de nieuwe Tribal Chief (leider), als gevolg hiervan werd Heyman aangevallen door Sikoa en de andere leden van de bloodline en werd door als gevolg hiervan uit de groep gegooid. Op 5 juli 2024 werd reigns door Solo sikoa uit de groep gegooid. 

## Leden

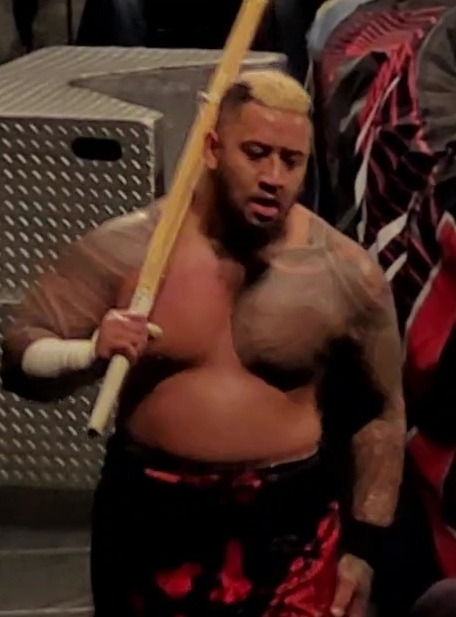
Solo Sikoa
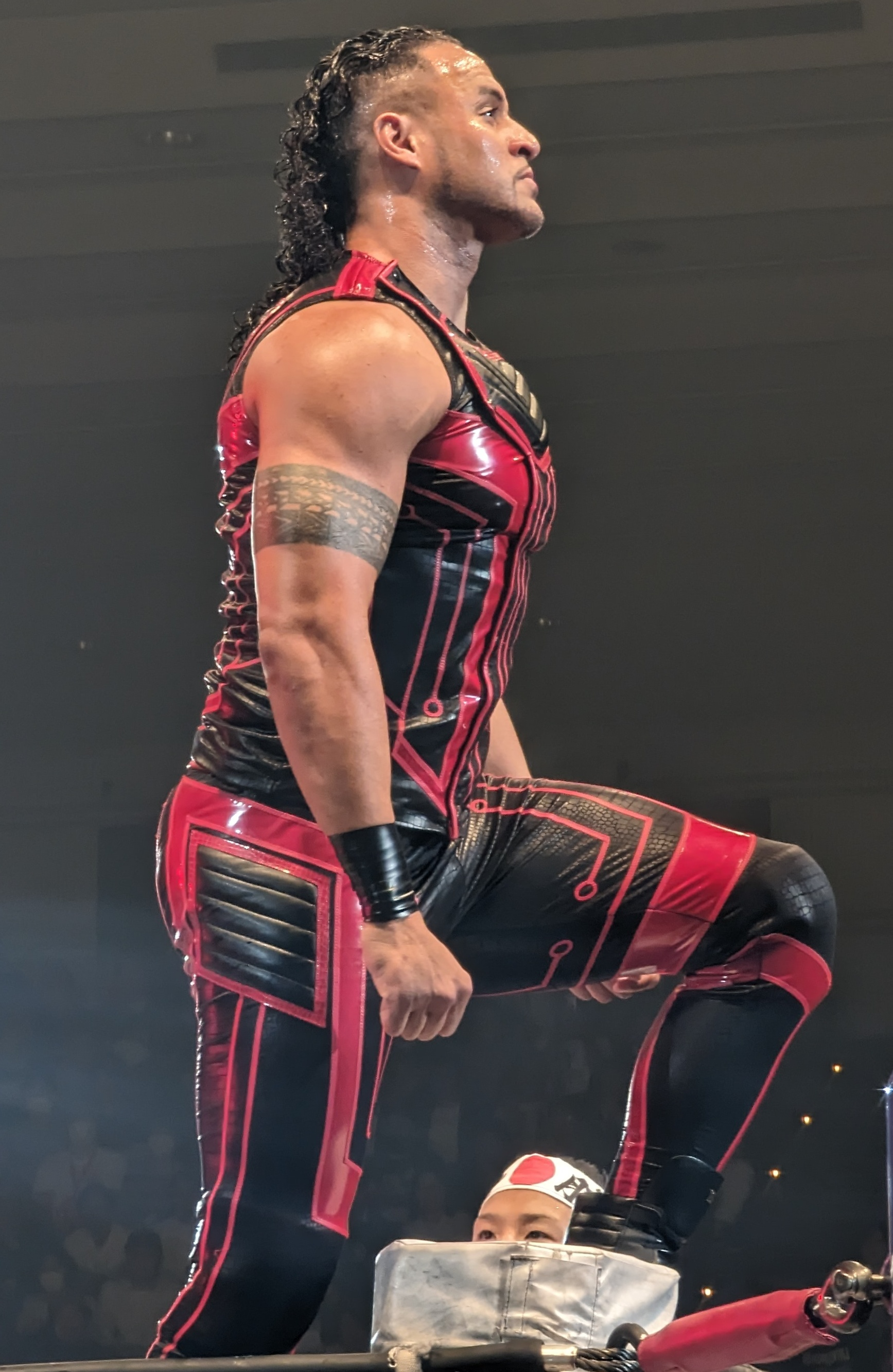
Tama Tonga
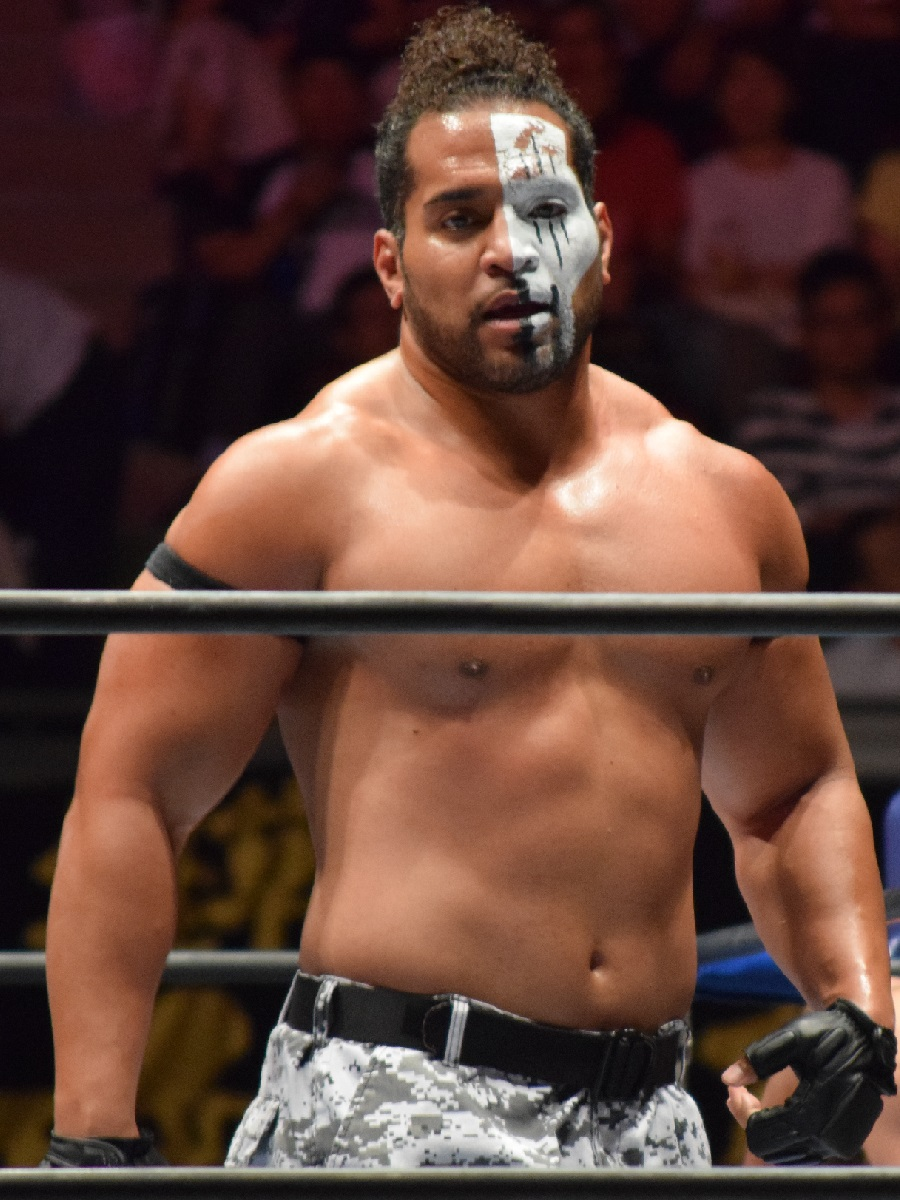
Tanga Roa

## Prestaties
- CBS Sports
  - Feud of the Year (2020) – Roman Reigns vs. Jey Uso[8]
- ESPN
  - Best Storyline of the Year (2022) – The Bloodline en Sami Zayn[9]
  - Best Storyline of the Year (2023) – The Bloodline 2.0[10]
- New York Post
  - Storyline of the Year (2022) – The Bloodline en Sami Zayn[11]
  - Storyline of the year (2023)[12]

- Sports Illustrated
  - Wrestler of the Year (2021) – Roman Reigns[13]
- Wrestling Observer Newsletter
  - Best Box Office Draw (2022, 2023) – Roman Reigns[14]
  - Best Gimmick – Roman Reigns (2021) en Sami Zayn (2022)[15]
  - Best Non-Wrestler (2021, 2022) – Paul Heyman[16]
  - Feud of the Year (2023) – tegen Kevin Owens en Sami Zayn[17]
- WWE
  - WWE Championship (1 keer) – Reigns
  - WWE Universal Championship (1 keer) – Reigns
  - WWE Raw Tag Team Championship (1 keer) – The Usos
  - WWE SmackDown Tag Team Championship (1 keer) – The Usos
  - NXT North American Championship (1 keer) – Sikoa
  - André the Giant Memorial Battle Royal (2021) – Jey Uso
  - WWE Hall of Fame (Class of 2024) – Heyman[18]